# 신카이촌 (사이타마현)
신카이촌(新会村)은 사이타마현의 북서부,  오사토군에 속했던 촌이다. 당시엔 한자와군 소속이였다.

## 역사
- 1889년 4월 1일 - 정촌제 시행에 의해 한자와군 신카이촌이 성립하였다.
- 1896년 3월 29일 - 오사토군이 한자와군·오부스마군과 합병해, 오사토군 신카이촌이 되었다.
- 1954년 11월 3일 - 야쓰모토촌과 합병해 도요사토촌이 신설하였다.
- 1955년 1월 1일 - 도요사토촌이 나가세촌과 합병해 도요사토촌이 신설하였다.
- 1973년 4월 1일 - 도요사토촌이 (구) 후카야시에 편입되었다.
- 2006년 1월 1일 - 후카야시가  오카베 정, 가와모토 정, 하나조노 정과 합병해 (신) 후카야시가 신설되었다.
- 2010년 3월 1일 - 후카야시의 일부가 군마현 오타시에 편입되었다. (국경 간 합병)